# Bulbophyllum elassoglossum
Bulbophyllum elassoglossum är en orkidéart som beskrevs av Emily Steffan Siegerist. Bulbophyllum elassoglossum ingår i släktet Bulbophyllum och familjen orkidéer.
Artens utbredningsområde är Filippinerna. Inga underarter finns listade i Catalogue of Life.